# Nèrites
Nèrites (en grec antic Νηρίτης), va ser, segons la mitologia grega, l'únic fill mascle de Nereu i de Doris. Era germà de les cinquanta nereides.
Els mariners grecs tenien diverses llegendes sobre ell. S'explicava que era un jove de gran bellesa que havia aconseguit que Afrodita se n'enamorés quan la deessa encara vivia al mar. Quan va volar cap a l'Olimp, Nèrites va renunciar a seguir-la, tot i que Afrodita li havia donat unes ales. Indignada i colèrica, Afrodita va maleir Nèrites i el va transformar en petxina, incapaç de moure's i aferrada sempre a la roca. Va donar les seves ales a Eros, que havia acceptat ser el seu company.
Nerea, una de les seves germanes nereides, el va trobar i li va suplicar a Posidó que el retornés a la seva forma original. Mogut per la compassió, Posidó va acceptar i va tornar a Nerites a la seva veritable forma.
Una altra versió diu que Nèrites era estimat per Posidó i que ell el corresponia, i el seguia pel mar amb una gran rapidesa. Però Hèlios, el Sol, gelós de la velocitat amb què Nèrites es movia sobre les onades, el va transformar en petxina. Igual que en la primera versió, Nerea el va trobar i va persuadir amb èxit a Posidó perquè ho tornés a la normalitat.